# Corigliano-Rossano
Corigliano-Rossano is een Italiaanse stad en gemeente met eind 2023 74.091 inwoners in de provincie Cosenza, onderdeel van de regio Calabrië.
De gemeente werd op 31 maart 2018 als een fusiegemeente opgericht door de fusie van de gemeentes Corigliano Calabro en Rossano, na het raadgevend referendum van 22 oktober 2017, waarbij 61,4% van de kiezers van Corigliano Calabro en 94,1% van die van Rossano voor de fusie van de gemeenten stemden. Het is in oppervlakte met 346,56 km² de grootste gemeente van de regio Calabrië en de op twee na grootste qua bevolking. Het laagste punt van Corigliano-Rossano ligt drie meter onder de zeespiegel, het hoogste punt is 1188 meter boven zeeniveau. De gemeente ligt in de oostelijke strook van de vlakte van Sibari tussen de Sila en de kustlijn van de Ionische Zee.
Het grondgebied omvat bodems van verschillende geologische oorsprong, met verschillende kenmerken (rotsen, klei, zand), die overeenkomen met verschillende soorten flora. Vanuit landschappelijk oogpunt domineren boomgewassen (olijfgaarden, citrusboomgaarden en boomgaarden). In gebieden dicht bij de kust zijn er ook dennenbossen. Een dominant monument in de gemeente is het .
Bij decreet van de president van de republiek van 15 april 2022 werd de gemeente het recht verleend de titel van stad te voeren, wat logisch was gezien ook Corigliano Calabro (sinds 1997) en Rossano (sinds 1998) stadsrechten hadden verworven.
De aangrenzende gemeenten zijn Acri, Calopezzati, Cassano all'Ionio, Crosia, Cropalati, Longobucco, Paludi, San Cosmo Albanese, San Demetrio Corone, San Giorgio Albanese, Spezzano Albanese, Tarsia en Terranova da Sibari.

## Geschiedenis
Corigliano Calabro ligt in de buurt van de monding van een rivier met dezelfde naam en bevat een aquaduct. Op een heuvel met uitzicht op de stad staat het feodaal 11e-eeuwse fort Castello di Corigliano Calabro met massieve torens en een diepe greppel. In de gemeente, tegen de grens met Cassano all'Ionio bevinden zich de ruïnes van de oude Romeinse stad Thurii, een voormalig bisdom dat een Latijnse titulaire zetel is als Thurio, in 1995 voor de eerste maal toegewezen. Vlakbij ligt Sibari, de plaats van de oude Griekse stad Sybaris.
Rossano stond bekend als Roscianum onder het Romeinse Rijk. In de tweede eeuw na Christus bouwde of herbouwde keizer Hadrianus hier een haven, die plaats bood aan maximaal 300 schepen. Het werd in de Itinerarium Antonini genoemd als een van de belangrijke forten van Calabrië. De Goten onder Alarik I en, in de volgende eeuw, Totila, waren niet in staat om het in te nemen. Onder het Byzantijnse Rijk werd de naam Rhusianum gehanteerd. De Rossanesi toonden grote gehechtheid aan de Byzantijnen, die een strategos als direct hoofd over de stad plaatsten. De Codex purpureus Rossanensis, een zesde-eeuws geïllustreerd manuscript van grote historische en artistieke waarde, zijn een tastbaar overblijfsel uit die periode, eeuwenlang te bezichtigen in de kathedraal, de Cattedrale di Maria Santissima Achiropita, maar in 1952 verhuisd naar het aangrenzende Museo diocesano e del Codex, eerst gehuisvest in de sachristie van de kathedraal, in 2000 in een eveneens aangrenzende vleugel van het aartsbisschoppelijk paleis van het aartsbisdom Rossano-Cariati. De Saracenen slaagden er niet in Rossano te veroveren, keizer Otto II kon het in 982 evenwel tijdelijk veroveren op de Byzantijnen. De stad behield in feite opmerkelijke privileges onder de daaropvolgende Hohenstaufen- en Anjou-overheersing, maar verviel vervolgens na de feodalisering in 1417. In 1558 werd het door Filips II van Spanje verenigd met het Koninkrijk Napels op grond van een twijfelachtig testament van Bona Sforza, koningin-gemalin van Polen en grootvorstin van Litouwen ten gunste van Giovanni Lorenzo Pappacoda. Onder Isabella van Napels en Bari was de stad een literair cultureel centrum geweest; maar het nam af onder de Spanjaarden.
Rossano was de geboorteplaats van paus Johannes VII en tegenpaus Johannes XVI. Rossano was ook de geboorteplaats van Bartholomeus de Jongere en Nilus de Jongere, ook Nilus van Rossano genoemd (die het Klooster van Santa Maria di Grottaferrata stichtte) en wiens geschriften een waardevolle bron van informatie zijn over Zuid-Italië in de tiende eeuw.
Acquaformosa · Acquappesa · Acri · Aiello Calabro · Aieta · Albidona · Alessandria del Carretto · Altilia · Altomonte · Amantea · Amendolara · Aprigliano · Belmonte Calabro · Belsito · Belvedere Marittimo · Bianchi · Bisignano · Bocchigliero · Bonifati · Buonvicino · Calopezzati · Caloveto · Campana · Canna · Cariati · Carolei · Carpanzano · Casali del Manco · Cassano all'Ionio · Castiglione Cosentino · Castrolibero · Castroregio · Castrovillari · Celico · Cellara · Cerchiara di Calabria · Cerisano · Cervicati · Cerzeto · Cetraro · Civita · Cleto · Colosimi · Corigliano-Rossano · Cosenza · Cropalati · Crosia · Diamante · Dipignano · Domanico · Fagnano Castello · Falconara Albanese · Figline Vegliaturo · Firmo · Fiumefreddo Bruzio · Francavilla Marittima · Frascineto · Fuscaldo · Grimaldi · Grisolia · Guardia Piemontese · Lago · Laino Borgo · Laino Castello · Lappano · Lattarico · Longobardi · Longobucco · Lungro · Luzzi · Maierà · Malito · Malvito · Mandatoriccio · Mangone · Marano Marchesato · Marano Principato · Marzi · Mendicino · Mongrassano · Montalto Uffugo · Montegiordano · Morano Calabro · Mormanno · Mottafollone · Nocara · Oriolo · Orsomarso · Paludi · Panettieri · Paola · Papasidero · Parenti · Paterno Calabro · Pedivigliano · Piane Crati · Pietrafitta · Pietrapaola · Plataci · Praia a Mare · Rende · Rocca Imperiale · Roggiano Gravina · Rogliano · Rose · Roseto Capo Spulico · Rota Greca · Rovito · San Basile · San Benedetto Ullano · San Cosmo Albanese · San Demetrio Corone · San Donato di Ninea · San Fili · San Giorgio Albanese · San Giovanni in Fiore · San Lorenzo Bellizzi · San Lorenzo del Vallo · San Lucido · San Marco Argentano · San Martino di Finita · San Nicola Arcella · San Pietro in Amantea · San Pietro in Guarano · San Sosti · San Vincenzo La Costa · Sangineto · Sant'Agata di Esaro · Santa Caterina Albanese · Santa Domenica Talao · Santa Maria del Cedro · Santa Sofia d'Epiro · Santo Stefano di Rogliano · Saracena · Scala Coeli · Scalea · Scigliano · Serra d'Aiello · Spezzano Albanese · Spezzano della Sila · Tarsia · Terranova da Sibari · Terravecchia · Torano Castello · Tortora · Trebisacce · Vaccarizzo Albanese · Verbicaro · Villapiana · Zumpano